# David Rockefeller
David Rockefeller sr. (New York, 12 juni 1915 – Pocantico Hills (NY), 20 maart 2017) was een Amerikaanse bankier. 

## Levensloop
David Rockefeller was de jongste zoon van miljardair John D. Rockefeller jr. en kleinzoon van de oliemagnaat John D. Rockefeller. Zijn vier broers waren: John D. Rockefeller III, Nelson Rockefeller, Laurance Rockefeller en Winthrop Rockefeller. Hij was naast zijn broer Nelson, die politiek carrière maakte, de bekendste van de gebroeders Rockefeller en was in de jaren zeventig een van de machtigste bestuurders ter wereld. Hij had contacten met de belangrijkste politici ter wereld en werd vaak als wereldbankier aangeduid. Rockefeller was na de Tweede Wereldoorlog de bezieler van het World Trade Center in New York.
De basis voor de invloed van David Rockefeller was de Chase Manhattan-bank, waar zijn familie bij betrokken was en die hij van 1960 tot 1981 leidde. Tijdens deze periode was deze bank tijdelijk de grootste bank in de wereld. Zijn invloed op de wereldpolitiek was groot. Hij was van 1975 voorzitter van de Council on Foreign Relations, waar verzamelde zakelijke leiders en politici van de VS en Europa van gedachten wisselen. Rockefeller was een regelmatige deelnemer aan de Bilderbergconferenties, 1001 Club en mede-oprichter van de Trilaterale commissie.
Rockefeller overleed op 101-jarige leeftijd.

## Onderscheidingen
In 1998 reikte president Bill Clinton de eremedaille Presidential Medal of Freedom aan Rockefeller uit; de hoogste onderscheiding voor burgers in de Verenigde Staten.

## Citaten
- “For more than a century, ideological extremists at either end of the political spectrum have seized upon well-publicized incidents to attack the Rockefeller family for the inordinate influence they claim we wield over American political and economic institutions. Some even believe we are part of a secret cabal working against the best interests of the United States, characterizing my family and me as ‘internationalists’ and of conspiring with others around the world to build a more integrated global political and economic structure - one world, if you will. If that’s the charge, I stand guilty, and I am proud of it.”

- "Success in business requires training and discipline and hard work. But if you're not frightened by these things, the opportunities are just as great today as they ever were."